# Luca Antonio Cangemi
Luca Antonio Cangemi (Catania, 13 giugno 1966) è un politico italiano.

## Biografia
Laureato in storia e filosofia, è insegnante. Nel 1992, a 26 anni, diventa deputato per il Partito della Rifondazione Comunista, subentrando pochi mesi dopo le elezioni al defunto Pancrazio De Pasquale. Manca la rielezione in occasione delle elezioni del 1994. Torna poi alla Camera nella XIII Legislatura, compresa tra il 1996 e il 2001.
Negli anni seguenti continua a far parte del PRC, come membro della Direzione Nazionale. Nel 2009 diventa segretario regionale di Rifondazione Comunista in Sicilia e rimane in carica fino al 2011.
Lasciata Rifondazione, nel 2016 è fra i fondatori del ricostituito Partito Comunista Italiano, di cui è responsabile nazionale scuola. Nella primavera del 2022 lascia il PCI. Alle elezioni politiche del settembre 2022 è candidato capolista nel collegio plurinominale della Sicilia orientale per Unione Popolare, non risultando eletto.
È componente del direttivo dell'Istituto Siciliano per la Storia dell'Italia Contemporanea "Carmelo Salanitro" presso l'Università di Catania.

## Pubblicazioni
Nel 2012 ha scritto il libro L'elefante e la metropoli per Dedalo edizioni.